# Eumenes mediterraneus
Eumenes mediterraneus är en stekelart som beskrevs av Joseph Kriechbaumer 1879. Eumenes mediterraneus ingår i släktet krukmakargetingar, och familjen Eumenidae.

## Underarter
Arten delas in i följande underarter:
- E. m. bengasinus
- E. m. cypricus
- E. m. manchurianus
- E. m. quettaensis
- E. m. anatolicus